# Gani Aʼzamov
Gani Aʼzamov (ouzbek: Gʻani Aʼzamov) était un acteur ouzbek et soviétique de théâtre et de cinéma,. Artiste du Peuple de la RSS d'Ouzbékistan (1961). Il était un lauréat du Prix d'État de la RSS d'Ouzbékistan nommé d'après Hamza.

## Biographie
Gani Azamov est né le 7 janvier 1909 à Tachkent. Après avoir terminé les cours de formation préparatoire des enseignants nommés d'après F. Dzerjinski en 1928, il a travaillé en tant qu'éducateur dans une école. En 1930, il est apparu sur la scène du théâtre Hamza à Tachkent (aujourd'hui le Théâtre académique national de drame ouzbek). Il a joué dans de petits épisodes, interprétant différents rôles lors de scènes de foule.
Tout au long de sa carrière créative de 60 ans, Gani Aʼzamov a régulièrement appris auprès de maîtres. Gani Azamov a créé un certain nombre d'images, tels que Munajjim dans le drame Alisher Navoi d'Uygur et Izzat Sultanov, Arslonsher dans la pièce Chin muhabbat de S. Azimov, Yusuf dans la pièce Soʻnggi nusxalar d'Abdulla Qahhor, et Launce dans la comédie Les Deux Gentilshommes de Vérone de William Shakespeare,. Dès la création du magazine cinématographique Nashtar, il y a joué Hodja Nasreddin. 
À partir de 1953, Gani Agzamov a joué dans des films, créant des personnages dans des films produits par le studio de cinéma «Uzbekfilm».

## Activité

### Rôles théâtraux
| (Бай и батрак Hamza Hakimzoda Niyoziy), Domla Imam |
| (Алишер Навои I.Sulton et Uygun), astrologue       |
| (Ревизор N.Gogol), Bobchinskiy                     |
| (Настоящая любовь S.Azimova), Arslonsher           |
| (Аяджонларим A.Qahhara), Ashuraliev                |
| (Золотая стена E.Vohidova), Mumin                  |

### Filmographie
Il a également interprété de nombreux rôles dans des films ,,,,
| Nom du film                 | Année |
| --------------------------- | ----- |
| Бай и батрак                | 1953  |
| Священная кровь             | 1956  |
| Авиценна                    | 1956  |
| Очарован тобой              | 1958  |
| По путёвке Ленина           | 1958  |
| Об этом говорит вся махалля | 1960  |
| Где ты, моя Зульфия?        | 1964  |
| Поэма двух сердец           | 1966  |
| Ташкент — город хлебный     | 1967  |
| Завещание старого мастера   | 1969  |
| Влюбленные                  | 1969  |
| Драма любви                 | 1971  |
| Семург                      | 1972  |
| Этот славный парень         | 1972  |
| Мой добрый человек          | 1973  |
| Встречи и расставания       | 1973  |

## Récompenses
- O'zbekiston SSR xalq Artisti (Artiste du peuple de la RSS d'Ouzbékistan);
- Prix d'État Hamza.

## Voir également
- Yoʻldosh Aʼzamov
- Yodgor Sa'diyev
- Husan Sharipov
- Bahodir Yoldoshev